# بئر معونة
بئر مَعُونة بئر تاريخية غير معروف مكانها بالتحديد، تقع غرب المهد (معدن بني سليم قديما) إلى الشمال، وتتصل غربا بحرة الحجاز العظيمة، ارتبطت بوقعة بئر معونة في صفر سنة 4 للهجرة، بعد أربعة أشهر من أحد.

## التاريخ
ما ذكرة المؤرخون والجغرافيون

### اليعقوبي
قال اليعقوبي
«بئر معونة: والمنذر بن عمرو الأنصاري على سرية إلى بئر معونة. و ذلك أن أسد بن معونة قدم على رسول الله بهدية من قبل عمه أبي براء بن مالك ملاعب الأسنة، وأهدى له فرسين و نجائب، وكان صديقا للنبي. فقال رسول الله: و الله لا أقبل هدية مشرك. فقال لبيد بن ربيعة: ما كنت أرى أن رجلا من مضر يرد هدية أبي براء. فقال: لو كنت قابلا من مشرك هدية لقبلتها منه. قال: فإنه يستشفيك من دبيلة في بطنة قد غلبت عليه. فتناول رسول الله جبوبة من تراب فأمرها على لسانه ثم دفها بماء ثم سقاه إياه، فكأنما انشط من عقال. وكان أبو براء سأل رسول الله أن يبعث إليه بنفر من أصحابه ليفقهوهم في الدين ويبصروهم شرائع الإسلام، فقال رسول الله: إني أخاف أن يقتلهم بنو عامر، فأرسل أبو براء انهم في جواري. فبعث إليه المنذر بن عمرو ونفرا من أصحابه في تسعة وعشرين عامتهم بدري. فأغار عليهم عامر بن الطفيل وتابعه ثلاثة أحياء من بني سليم رعل وذكوان وعصية فلذلك لعنهم رسول الله، وأقبل عامر إلى حرام بن ملحان، وهو يقرأ كتاب رسول الله، فطعنه بالرمح. فقال: الله أكبر فزت بالجنة. واقتتل القوم قتالا شديدا وكثرتهم بنو سليم، فقتلوا من عند آخرهم ما خلا المنذر بن عمرو فإنه قال لهم: دعوني أصلي على أخي حرام ابن ملحان. قالوا: نعم. فصلى عليه ثم أخذ سيفا وأعنق نحوهم فقاتلهم حتى قتل. وقال الحارث بن الصمة: ما كنت لأرغب بنفسي عن سبيل مضى فيه المنذر، والله لأذهبن فلئن ظفر لأظفرن ولئن قتل لأقتلن. فذهب فقتل وأعتق عامر بن الطفيل أسعد بن زيد الديناري عن رقبة كانت على أمه.»

### الطبري
قال محمد بن جرير الطبري
«فحدثنا ابن حميد، قال: حدثنا سلمه، قال: حدثني ابن إسحاق، عن حميد الطويل، عن أنس بن مالك، قال: بعث رسول الله ص المنذر بن عمرو في سبعين راكبا، فساروا حتى نزلوا بئر معونة- وهي ارض بين ارض بني عامر وحرة بني سليم، كلا البلدين منها قريب، وهي إلى حره بني سليم اقرب- فلما نزلوها بعثوا حرام بن ملحان بكتاب رسول الله ص إلى عامر بن الطفيل، فلما اتاه لم ينظر في كتابه، حتى عدا على الرجل فقتله، ثم استصرخ عليهم بني عامر، فأبوا ان يجيبوه إلى ما دعاهم اليه، وقالوا: لن نخفر أبا براء، قد عقد لهم عقدا وجوارا، فاستصرخ عليهم قبائل من بني سليم: عصيه، ورعلا، وذكوان، فأجابوه إلى ذلك، فخرجوا حتى غشوا القوم، فأحاطوا بهم في رحالهم، فلما راوهم اخذوا السيوف، ثم قاتلوهم حتى قتلوا عن اخرهم، الا كعب بن زيد أخا بني دينار بن النجار، فانهم تركوه وبه رمق، فارتث من بين القتلى، فعاش حتى قتل يوم الخندق.»

### الإسكندري
قال نصر الإسكندري(توفي - 561هـ = 1166م)
«بئر معونة.»

### الحازمي الهمداني
قال الحازمي الهمداني(548 هـ - 584 هـ = 1153 - 1188 م):
«معونة بئر معونة: بين جبال يقال لها أبلى، في طريق المصعد من المدينة إلى مكة وهو لبني سليم، قاله الكندي، وقال أبو عبيدة في "المقاتل": وهو ماء لبني عامر بن صعصعه يقال له بئر معونة، قال الواقدي: بئر معونة في أرض بني سليم وأرض بني كلاب، وقال ابن إسحاق: بئر بين أرض بني عامر، وحره بني سليم، كلا البلدين منها قريبٌ، وهي من بني سليم أقرب.»

### أبو عبيد الله البكري
قال أبو عبيد الله البكري(1014 - 1094 م):
.«بفتح أوّله، و ضمّ ثانيه، بعده واو و نون: هو ماء لبنى عامر ابن صعصعة، قد تقدّم ذكره في رسم أيلى. وقال ابن إسحاق: هي بين ديار بنى عامر و حرّة بنى سليم، وهي إلى الحرّة أقرب. وهناك اعترض عامر ابن الطّفيل أصحاب رسول اللّه صلى اللّه عليه وسلم، وكان عامر بن مالك أبو براء، عمّ عامر بن الطّفيل، قد سأل رسول اللّه صلى اللّه عليه و سلم أن يبعث بهم إليهم، ليدعوا الناس إلى الإسلام، ويفقّهوهم فيه، فعقد المنذر بن عمرو السّاعدىّ على ثلاثين رجلا، ستّة وعشرين من الأنصار، وأربعة من المهاجرين، منهم عامر بن فهيرة، فقتلهم أجمعين، وأخفر ذمّة عمّه فيهم، إلّا رجلين كانا في رعى إبلهم، وهما عمرو بن أميّة الضّمرىّ، وحرام بن ملحان النّجّارىّ. وروى أنّ النّجّارىّ قال: ما كنت لأرغب عن موطن قتل فيه المنذر بن عمرو، فقاتل القوم حتّى قتل. و فقد من القتلى عامر بن فهيرة، فذكر جبّار بن سلمى الذي طعنه أنّه أخذ من رمحه، فصعد به، قال حسّان يرثيهم: 
وروى البخاري عن طريق قتادة، عن أنس: أن رعل وذكوان وعصيّة وبنى لحيان استمدّوا رسول اللّه صلى اللّه عليه وسلم على عدوّهم، فأمدّهم بسبعين من الأنصار، وكنّا نسمّيهم القرّاء، لأنّهم كانوا يحتطبون بالنهار، ويصلّون بالليل، حتّى كانوا ببئر معونة، فقتلوهم، غدروا بهم، فبلغ النّبيّ صلى اللّه عليه و سلم، فقنت شهرا، يدعو في الصّبح على رعل وذكوان وعصيّة وبنى لحيان.
قال أنس: فقرأنا فيهم قرآنا، ثم إن ذلك رفع: (بلّغوا قومنا عنّا، أنا لقينا ربّنا، فرضى عنّا وأرضانا). وبئر معونة: على أربع مراحل من المدينة.»

### الزمخشري
قال أبو القاسم محمود بن عمر الزمخشري(467 هـ-538 هـ= 1074م - 1143م):
- «في ارض بني سليم و ارض بني كلاب بناحيه المعدن. بدر الموعد وبدر القتال واحد. البكران: موضع بناحيه ضرية له البكران وبينه وبين ضرية سبعه ليال.»
- «بئر بين أرض بني عامر وحرة بني سليم.»[7]

### ياقوت الحموي
قال ياقوت الحموي(574هـ- 622هـ = 1178م - 1225م):
«بالنون، قال ابن إسحاق: بئر معونة بين أرض بني عامر وحرّه بني سليم، وقال: كلا البلدين منها قريب إلا أنها إلى حرّه بني سليم أقرب، وقيل: بئر معونة بين جبال يقال لها أبلى في طريق المصعد من المدينة إلى مكة وهي لبني سليم، قاله عرّام. وقال أبو عبيدة في كتاب مقاتل الفرسان: بئر معونة ماء لبني عامر بن صعصعة، وقال الواقدي: بئر معونة في ارض بني سليم وارض بني كلاب، وعندها كانت قصه الرجيع، والله أعلم.»

### عبد المومن البغدادي
قال عبد المومن البغدادي (ابن عبد الحق)(658 - 739 هـ = 1260 - 1338 م):
«بالنون قال ابن إسحاق: بئر معونة بين أرض بني عامر وحرّه بنى سليم، وهي إلى هذه أقرب. وقيل: هي من جبال يقال لها أبلى في طريق المصعد من المدينة إلى مكة، لبنى سليم، عندها كانت قصّه الرجيع.»

### السمهودي
قال الإمام السمهودي
«بئر معونة (بفتح الميم وضم العين ثم واو ثم نون مفتوحة وهاء)، وقد يتصحف ببئر معاوية التي بين عسفان و مكة بلفظ معاوية بن أبي سفيان، وليست بها؛ فإن هذه بالنون وهي بين جبال يقال لها أبلى في طريق المصعد من المدينة إلى مكة، وهي لبني سليم، قاله المجد أخذا من قول عرّام عقب ما سيأتي عنه في النازية: وفي أبلى مياه منها بئر معونة و ذو ساعدة و ذو جماجم أو حماحم و ألوسيا وهذه لبني سليم، وهي قناة متصلة بعضها ببعض، وتقدم بيان أبلى، وأنها بين السوارقية والرحضية، ويؤيده أن معونة بالنون واد معروف هناك كما أخبرني به أمير المدينة الشريفة السيد الشريف فسيطل. ويوافقه قول النووي في تهذيبه: بئر معونة قبل نجد، بين أرض بني عامر وحرة بني سليم.
ويوافقه أيضا ما تقدم عن الزهري في أبلى، لكن صرح عياض في المشارق بخلافه، وجعلها التي بين عسفان و مكة، وتبعه في ذلك جماعة من آخرهم الحافظ ابن حجر. ونقل المجد عن الواقدي أن بئر معونة في أرض بني سليم وأرض بني كلاب، وأن عندها كانت قصة الرجيع، وفيه ترجيح لكلام عياض؛ لأن الرجيع موضع كانت قربه قصة سرية عاصم بن ثابت وحبيب في عشرة، وقد ترجم البخاري لها بغزوة الرجيع، ثم روى عن أبي هريرة رضي الله تعالى عنه قال: بعث النبي صلى الله عليه وسلم سرية عينا، وأمّر عليهم عاصم بن ثابت، فانطلقوا حتى إذا كانوا بين عسفان و مكة ذكروا لحي من هذيل، فتبعوهم بقريب من مائة رام، فاقتصّوا آثارهم، حتى أتوا منزلا نزلوه، فوجدوا فيه نوى تمر تزودوه من المدينة، وذكر القصة، وبين أبو معشر في مغازيه أن ذلك المنزل هو الرجيع، فقال: فنزلوا بالرجيع سحرا، فأكلوا تمر عجوة، فسقطت نواة بالأرض، وكانوا يسيرون بالليل ويكمنون النهار، فصاحت امرأة من هذيل: أتيتم، فجاؤوا في طلبهم، فوجدوهم قد كمنوا في الجبل.
وفي رواية للبخاري: حتى إذا كانوا بالهدأة، بدل قوله «بين عسفان و مكة» وعند ابن إسحاق «الهدة» بتشديد الدال بغير همز، قال: وهي على تسعة أميال من عسفان. ثم ذكر البخاري في باب غزوة الرجيع قصة أهل بئر معونة، ففيه إشارة لما ذكره الواقدي من اتحاد الموضع، مع إفادة أنه بين عسفان ومكة، لكن يشهد لما ذكره المجد صنيع ابن إسحاق فإنه قال في غزوة الرجيع: حتى إذا كانوا على الرجيع ماء لهذيل بناحية الحجاز على صدور الهدة غدروا بهم. وقال في غزوة معونة: إن أبا براء عامر بن مالك ملاعب الأسنّة قال: يا محمد، لو بعثت رجالا من أصحابك إلى أهل نجد فدعوهم إلى أمرك، ثم ذكر بعث القراء، ثم قال: فساروا حتى نزلوا بئر معونة، وهي بين أرض بني عامر وحرة بني سليم، كلا البلدين منها قريب، وهي إلى حرة بني سليم أقرب، فهو صريح في المغايرة، وأبلى تحدّ به في شرقي المدينة، فما ذكره المجد موافق لكلام ابن إسحاق.»

### محمد حسن شراب
قال محمد حسن شُرَّاب(1938م - 2013م):
«مكان في ديار نجد، وقيل بالقرب من جبل أبلى حصلت عندها المقتلة سنة أربع من الهجرة في شهر صفر. وقد خلط قوم بينها وبين يوم الرجيع، وهما يومان مختلفان في مكانين متباعدين.»

### البلادي الحربي
قال عاتق البلادي
«بئر معونة (بفتح الميم وضمّ العين المهملة): جاء ذكرها في مواضع، منها: حادثة قتل القرّاء من الصّحابة على أيدي بني سليمٍ، حين استصرخهم عامر بن الطّفيل، فأجابته: رعلٌ وذكوان وعصيّة.
وكان رسول اللّه يدعو عليهم. قلت: بئر معونة، كانت بلحف «أبلى» وأبلى: سلسلةٌ جبليّةٌ سوداء تقع غرب المهد «معدن بني سليمٍ قديمًا» إلى الشّمال، وتتّصل غربًا بحرّة الحجاز العظيمة، وهي اليوم ديار مطيرٍ، ولم تعد سليمٌ تقرّ بها. وكانت وقعة بئر معونة في صفرٍ سنة 4 للهجرة، بعد أربعة أشهرٍ من أحدٍ.»